# Езерна рибарка
Езерна рибарка (Sterna dougallii) е вид птица от семейство Sternidae.

## Разпространение
Видът е разпространен в Ангуила, Антигуа и Барбуда, Аруба, Австралия, Американските Вирджински острови, Бахамските острови, Белиз, Бонер, Синт Еустациус, Саба, Бразилия, Британските Вирджински острови, Великобритания, Венецуела, Гана, Гренада, Гваделупа, Доминика, Доминиканската република, Индия, Индонезия, Ирландия, Испания, Канада, Китай, Куба, Кюрасао, Кения, Мадагаскар, Мартиника, Мавриций, Мексико, Монсерат, Нова Каледония, Оман, Папуа Нова Гвинея, Португалия, Пуерто Рико, Сейнт Китс и Невис, Сейнт Лусия, Сен Мартен, Сейнт Винсент и Гренадини, Сейшелите, Соломоновите острови, Сомалия, САЩ, Танзания, Търкс и Кайкос, Франция, Хаити, Шри Ланка, Южна Африка, Ямайка и Япония.